# Hazelwood (Missouri)
|  | Dieser Artikel wurde aufgrund von inhaltlichen Mängeln auf der Qualitätssicherungsseite des Projektes USA eingetragen. Hilf mit, die Qualität dieses Artikels auf ein akzeptables Niveau zu bringen, und beteilige dich an der Diskussion! Eine nähere Beschreibung der zu behebenden Mängel fehlt. |

Hazelwood ist eine Stadt im US-Bundesstaat Missouri. Sie liegt 22 km nordwestlich von St. Louis in deren Ballungsraum und gehört zum St. Louis County. Das U.S. Census Bureau hat bei der Volkszählung 2020 eine Einwohnerzahl von 25.458 ermittelt.